# Лоретан, Эрхард
Эрхард Лоретан (англ. Erhard Loretan; 1959—2011) — швейцарский альпинист, горный гид, третий человек в мире, покоривший все 14 вершин планеты высотой более 8000 метров (второй после Райнхольда Месснера по бескислородным восхождениям).

## Краткая биография
Эрхард Лоретан родился 28 апреля в Бюле — небольшой коммуне под Фрибургом, кантон Вале, Швейцария. По профессии плотник-краснодеревщик. Альпинизмом начал заниматься в возрасте 11 лет и четыре года спустя покорил свою первую «серьёзную» вершину — Долденхорн (3645 м) (по восточной стене). В 1981 году получил квалификацию горного гида.
Его первым восьмитысячником стала вершина Нанга-Парбат в Пакистане, которую он покорил в 1982 году. За последующие 13 лет Лоретан взошёл на все вершины выше 8000 метров, став третьим человеком в мире после Месснера и Ежи Кукучки, кому они оказались по силам. Среди его наиболее выдающихся достижений потрясающий хет-трик на Гашербрум II (8035), Гашербрум I (8068) и Броуд-Пик (8091), на которые он поднялся за 17 дней (1983), а также восхождение на Эверест в 1986 году, совершённое по северной стене по кулуару Хорнбайна за 43 часа без кислорода. Зимой этого же 1986 года Лоретан за 19 дней он покорил 38 вершин в Вальских Альпах, 30 из которых высотой более 4000 метров.
В 2003 году Лоретан был признан швейцарским судом виновным в непреднамеренном убийстве собственного семимесячного ребёнка и приговорён к четырём месяцам лишения свободы условно и штрафу. Несмотря на то, что обвинение настаивало на более суровом наказании, судья заявил, что известный альпинист «и так уже достаточно наказан тем, что своими руками, сам того не подозревая, погубил собственного сына». Причиной смерти младенца стал синдром детского сотрясения (СДС) — в канун Рождества 2001 года, Лоретан, пытаясь успокоить плачущего сына, слегка встряхнул его, что привело к трагическим последствиям. Альпинист отказался от анонимности процесса, и, по его словам, сам хотел, чтобы этот процесс привлёк внимание родителей к проблеме СДС и показал важность бережного отношения к маленьким детям. «Я должен жить с этой драмой до конца моих дней, до того момента, когда мы с ним встретимся вновь».
Эрхард Лоретан погиб 28 апреля 2011 года в свой собственный день рождения во время восхождения вместе с его клиенткой Ксенией Миндер (англ. Xenia Minder) на вершину Грос-Грюнхорн в результате срыва и падения на более чем 200 метров. В своём интервью она рассказала, что потеряла равновесие на гребневом участке маршрута и сдёрнула Лоретана за собой. Сама она получила тяжёлые травмы.

## Хронология восхождений

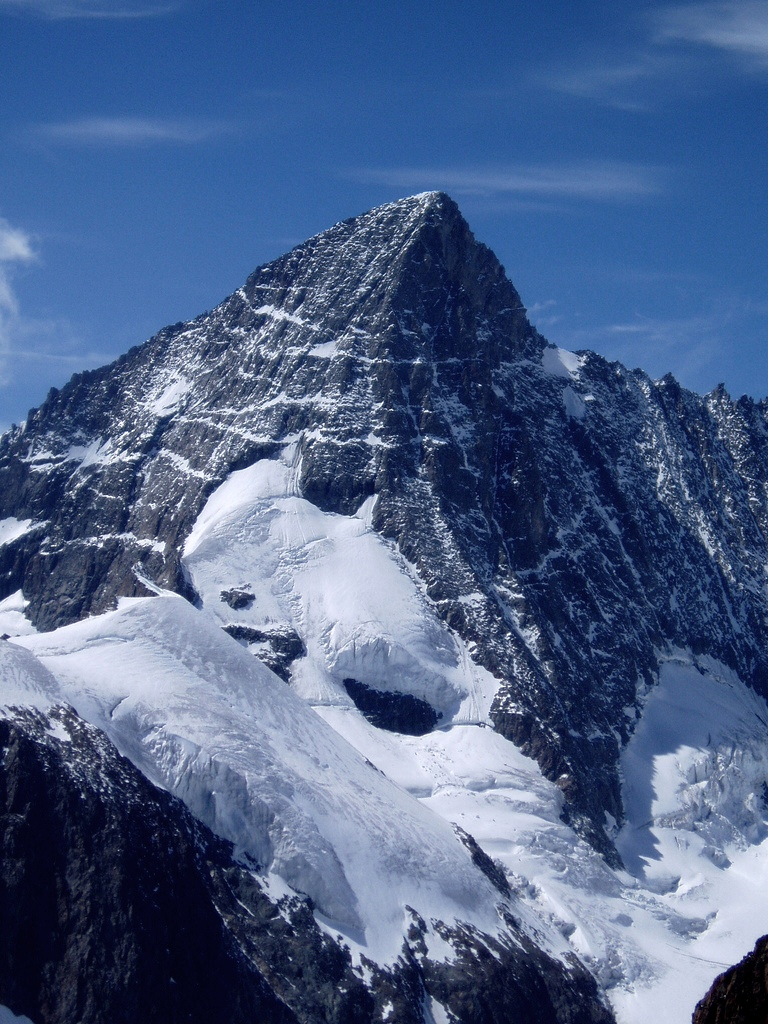
Грюнхорн, вершина, при восхождении на которую погиб Эрхард Лоретан

- 1980 — многочисленные первовосхождения в Андах.
- 1982 — Нанга-Парбат (8125) по Диамирской стене.
- 1983 — Гашербрум II (8035), Гашербрум I (8068) и Броуд-Пик (8091) (с 16 по 30 июня).
- 1984 — Манаслу (8163), первый траверс восточного гребня Аннапурны (8091) (в связке с Норбертом Джусом).
- 1985 — К2 (8611), две попытки по Южной стене, восхождение по ребру Абруццкого. Первое зимнее восхождение по восточной стене Дхаулагири (8167), Эйгер по Северной стене.
- 1986 — Эверест по северной стене по кулуару Хорнбайна (в связке с Жаном Тройле[англ.], в альпийском стиле за 43 часа на подъём-спуск). В октябре осуществил попытку восхождения на Чо-Ойю по юго-западной стене, во время которой погиб его близкий друг и партнер Пьер-Ален Штайнер (англ. Pierre-Alain Steiner).
- 1988 — в связке с Войтеком Куртыкой взошёл на Безымянную Башню (англ. Nameless Tower) по восточной стене (6257) в массиве Tранго-Тауэрс.
- 1989 — вместе с Андре Жоржем[фр.] прошёл 13 северных стен в Бернских Альпах за 13 дней.
- 1990 — восхождение на Чо-Ойю (8201 м) по юго-западной стене (новый маршрут, с В. Куртыкой и Ж. Тройле), первое восхождение по южной стене на Шиша-Пангму Центральную (8008 м) (с Куртыкой и Тройле), Денали (6190 м).
- 1991 — Макалу (8463m) по западному контрфорсу.
- 1992 — К2 (попытка по западной стене).
- 1993 — Канченджанга (8586) (неудачная попытка).
- 1994 — Лхоцзе (8516), неудачная попытка на Лхоцзе Шар (8386m). Первое соло восхождение по стене выше 2700 м — вершина Ипперли[англ.] (4780), Антарктида.
- 1995 — Канченджанга (8586m). В декабре поднялся на безымянную вершину (4600 м) в Антарктиде (англ. Mont Loretan).
- 1996 — многочисленные сольные восхождения на шеститысячники в Тибете.
- 1997 — неудачная попытка восхождения на Нанга-Парбат по гребню Мажено (англ. Mazeno-Ridge).
- 1998 — Котопахи (5897) и Чимборасо (6310), Эквадор.
- 1998—2011 — горный гид в Альпах[2][3].